# Xã Getchell, Quận Barnes, Bắc Dakota
Xã Getchell (tiếng Anh: Getchell Township) là một xã thuộc quận Barnes, tiểu bang Bắc Dakota, Hoa Kỳ. Năm 2010, dân số của xã này là 73 người.